# Jan Jasiński
Jan Jasiński (ur. 27 maja 1887 w Krakowie zm. 22 stycznia 1927 tamże) – polski działacz polityczny.

## Życiorys
Jan wychowywał się w krakowskim Zakładzie św. Józefa dla osieroconych chłopców. Wiadomo tylko, że jego ojciec miał na imię Andrzej. W Zakładzie nauczył się krawiectwa. Po zakończeniu praktyk krawieckich, wyjechał do Warszawy.
W Warszawie został członkiem Polskiej Partii Socjalistycznej (PPS), rozpoczął także prace partyjną polegającą na agitowaniu i organizowaniu spotkań. Wkrótce został aresztowany przez władze carskie i kilka miesięcy przesiedział w więzieniu. W 1910 powrócił do rodzinnego Krakowa i został członkiem Polskiej Partii Socjalno-Demokratycznej (PPSD). Władze partyjne skierowały Jasińskiego do pracy w związkach zawodowych.
19 maja 1912 wziął udział w konferencji partii Zachodniej Galicji. W lutym 1913 został zastępcą sekretarza komitetu PPSD w Krakowie.
Brał udział w XIII Kongresie PPSD (XII 1913) i XIV Kongresie (18 – 20 V 1918), gdzie został wybrany do Komitetu Wykonawczego.
W październiku 1918 r. został sekretarzem Krakowskiej Rady Robotniczej, a po utworzeniu PPS, został sekretarzem Rady Robotniczej PPS.
Jasiński włączył się także do działalności na rzecz miasta Krakowa, będąc radnym Rady Miejskiej Krakowa z ramienia socjalistów.
Brał udział w Kongerach PPS: XVII (21 – 25 V 1919), XVIII (23 – 27 VII 1921) i XIX (30 XII 1923 – 2 I 1924).
W latach 1924–1926 był członkiem Rady Naczelnej PPS.
Współpracował z redakcją „Naprzodu” a jego nowele o życiu robotników, były publikowane w „Gazecie Krakowskiej” oraz „Przyjacielu Ludu”.
Jan Jasiński zmarł na gruźlicę w Krakowie.